# RTM light
 (octobre 2012).
Si vous disposez d'ouvrages ou d'articles de référence ou si vous connaissez des sites web de qualité traitant du thème abordé ici, merci de compléter l'article en donnant les références utiles à sa vérifiabilité et en les liant à la section « Notes et références ».
Inventé vers le milieu des années 1960, le RTM light (anglais : Resin Transfer Molding light) est une technologie permettant de remplir avec de la résine la cavité d'un moule mâle/femelle complètement garni d'un renfort (par exemple de verre). On utilise une pompe pour introduire la résine sous pression, jusqu'à ce qu'elle s'échappe par la conduite permettant normalement l'évacuation de l'air.
À l'ouverture du moule on obtient une pièce en composite. Les formes de pièce permises par ce procédé sont plus complexes qu'avec l'utilisation de fibres pré-imprégnées.